# Sphodrosomus
Sphodrosomus is een geslacht van kevers uit de familie van de loopkevers (Carabidae). De wetenschappelijke naam van het geslacht is voor het eerst geldig gepubliceerd in 1864 door Perroud & Montrouzier.

## Soorten
Het geslacht Sphodrosomus omvat de volgende soorten:
- Sphodrosomus griseolum (Fauvel, 1882)
- Sphodrosomus monteithi Will, 2006
- Sphodrosomus saisseti Perroud & Montrouzier, 1864